# NGC 7721
NGC 7721 is een spiraalvormig sterrenstelsel in het sterrenbeeld Waterman. Het hemelobject werd op 10 september 1785 ontdekt door de Duits-Britse astronoom William Herschel.

## Synoniemen
- MCG -1-60-17
- IRAS 23362-0647
- PGC 72001